# 臨海公主 (南齊)
臨海長公主（?—?），中国南北朝齐高帝萧道成之女。
臨海長公主在嫁給了琅琊王氏王僧虔的儿子王彬。王彬弱冠，选尚臨海长公主，拜驸马都尉，除太子中庶子，永嘉郡太守。王彬在南梁官至秘书监、吏部尚书。

## 传记资料
- 《梁書 王彬傳》